# 謝武樵

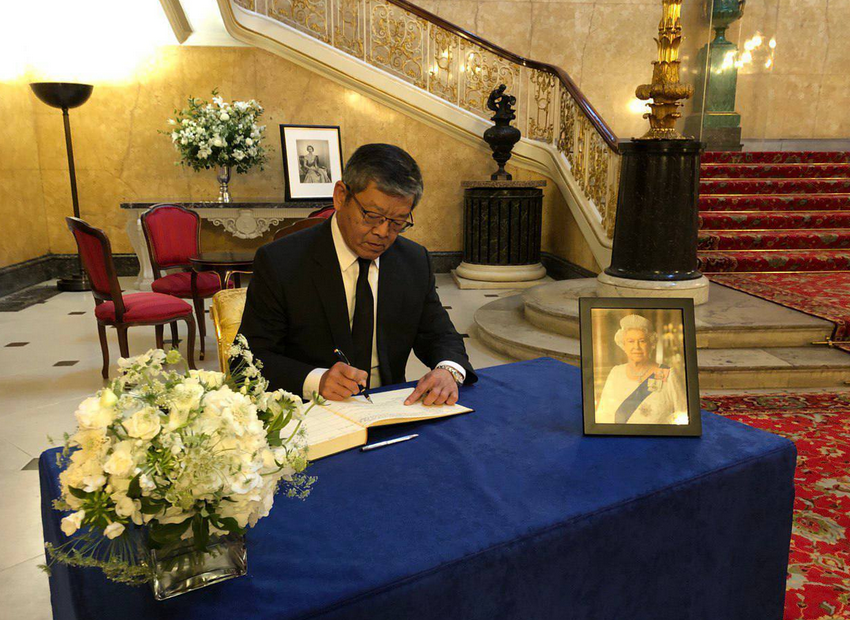
2022年9月，駐英國代表謝武樵簽名弔唁英國女王伊莉莎白二世。

謝武樵（1955年1月—），中華民國高雄市人，職業外交官、政府官員。畢業於國立政治大學外交學系，曾任駐菲律賓臺北經濟文化辦事處政治組長、駐美國臺北經濟文化代表處國會組長、外交部北美司副司長、駐多倫多臺北經濟文化辦事處長、駐瑞士臺北文化經濟代表團日內瓦辦事處大使銜處長、外交部國際組織司長兼APEC資深官員、外交部北美司長、駐泰國台北經濟文化辦事處大使銜代表、臺北莫斯科經濟文化協調委員會駐莫斯科代表處大使銜代表、外交部政務次長、駐英國台北代表處大使銜代表、外交部政務次長等職務。

## 職業生涯
2006年2月，外交部北美司涉嫌浮報「幽靈宴會」案，除前任司長秦日新外，又查出北美司還有多場用前副司長謝武樵與外館回部組長名義出面邀宴的餐會，最後證實都是沒有舉辦的「幽靈宴會」，至於浮報款項也都準備用來購買昂貴紅酒。已調任駐多倫多辦事處長的謝武樵在接受內部調查時表示，雖在相關單據上蓋章，但細節都由科長楊慶輝負責，最後並呈司長秦日新決定，另被用來充作人頭的外館回部組長，並沒有在單據上簽章，後外交部在移送法務部調查局臺北市調查處的名單中主動將兩人排除，並以「偽造文書」名義移送秦日新與楊慶輝。
2009年4月，世界卫生组织（WHO）邀請中華民國以中華臺北為名稱的观察员身份參與世界卫生大会（WHA），駐日內瓦辦事處長謝武樵表示，在辦事處與WHO確認後，WHO已收到傳送的與會名單，並就派團參與的技術事項進行溝通與討論。5月，行政院衛生署長葉金川抵達日內瓦，由謝武樵的安排下前往万国宫並在WHA會場試坐。2011年5月，對於WHO將台灣的參與名稱矮化，衛生署長邱文達在日內瓦表示，將在WHA期間向WHO秘書處遞交抗議信。謝武樵亦說明在2009年的換文約定中，清楚將衛生署定位為「Point of Contact in Taipei」，此次WHO違背約定、矮化台灣的政治意味濃厚，不接受這種作法，並表示信的內容將以「非常強烈」方式抗議。
2013年，謝武樵在擔任外交部國際組織司長兼APEC資深官員期間，出席多場APEC相關會議。
2013年10月，對於蘋果公司新版作業系統中的地圖以簡體中文標示，外交部北美司長謝武樵表示，因明顯不符事實，「我們會盡全力交涉，這種事情不能妥協。」11月，中華人民共和國宣布劃設東海防空識別區，謝武樵表示「美方對於我們的立場有充分的了解，我們特別強調表達了對於這個情勢的高度關切，我們也希望各方都能用和平對話方式解決爭端，事實上美方也明確肯定和我們保持密切聯繫的重要性。」對於中華民國是否承認東海防空識別區，謝武樵重申政府的立場，釣魚臺列嶼主權屬於中華民國毋庸置疑。
2014年1月，駐美國代表金溥聰傳出私下向立法委員透露國家安全會議秘書長袁健生身體欠佳，以及在美方欲建立制度性溝通平台方面「弄不起來」等事。金溥聰予以否認，外交部北美司長謝武樵除替金溥聰發表聲明否認，亦表示台美間溝通管道順暢。
2015年7月，謝武樵擔任駐泰國代表。10月，簽署購買駐泰國台北經濟文化辦事處新館意向書，並於2016年1月簽約。由於新館地點交通不便，以及購地與裝修超過4億泰銖，引發爭議，謝武樵後於2017年5月調任駐俄羅斯代表，在泰國任期不到兩年，外交部發言人王珮玲表示，謝武樵調任俄羅斯是「應業務需要及駐外高階人力整體規劃所需，與購置館舍一事無關。」新任駐泰國代表童振源則指出，當地周邊的生活機能與交通狀況確實不太理想，已經成立小組設法解決。2019年7月，新館落成啟用。
2018年9月，對於梵蒂岡與中華人民共和國將簽署「教務協議」，外交部政務次長謝武樵表示「協議確實快要達成」，並強調主教任命協議確實是一個關鍵的開始，但路還很長。「教廷多次向我方表達，他們和中國對話僅限於教務問題，即使教務協議簽署，內容也不會涉及外交意涵，對台梵邦交關係不會有影響。」2019年10月，中華民國副總統陳建仁代表總統蔡英文出訪教廷，參與紐曼樞機等人的封圣典禮，謝武樵亦陪同出訪。對於兩國的外交關係，謝武樵表示「邦交部分，目前我們認為相當鞏固。」
2019年9月，外交部政務次長謝武樵接受《赫尔辛基日报》專訪表示，臺灣是香港學習的典範與希望之所寄，在臺灣成熟民主體制下，人民享有自由並且受到尊重。強調臺灣支持香港民眾追求民主自由的渴望，但並不介入。希望香港當局與香港民眾進行對話，亦不接受臺灣或美國介入香港情勢的不實指控。
2020年4月，臺灣與美國召開虚拟論壇，討論如何擴大臺灣的國際參與，由中華民國駐美國代表高碩泰、外交部政務次長謝武樵、外交部國際組織司長陳龍錦，以及美國在臺協會臺北辦事處長酈英傑、國務院國際組織局代理助理國務卿普萊爾（Pam Pryor）、國際組織局副助理國務卿庫克（Nerissa Cook）、國務院東亞暨太平洋事務局首席副助理國務卿克夏、東亞暨太平洋事務局副助理國務卿費德瑋等人員與會；同月，對於2019冠状病毒病疫情在全球擴散，中華民國政府捐贈口罩給疫情嚴重的國家，但根據媒體報導，芬蘭政府拒絕收下，外交部政務次長謝武樵表示，這是錯誤消息，芬蘭政府早已公開說明防疫物資是透過採購方式籌備，目前沒有收到芬蘭的請求，因此也沒有將芬蘭納入捐贈名單中。對於部分芬蘭國會議員希望接受防疫物資援助，謝武樵則表示，芬蘭內部應先形成共識再研討如何處理，若芬蘭透過管道請求物資援助，外交部就會與芬蘭研議並提供協助。
2022年9月，英國女王伊莉莎白二世逝世，中華民國總統府與外交部除表示深切哀悼，並透過駐英國代表處，表示希望以最適當方式轉達政府與人民的深切慰問。駐英國代表謝武樵因此獲得邀請，在享有與各國弔唁元首、代表與王室成員同等待遇下，前往英國外交、國協暨發展事務部轄管的蘭開斯特府，代表政府與人民完成簽名留言致唁，英國對此表達感謝。
2023年3月，英國下議院議長霍伊爾首次與駐英國代表謝武樵會面，討論如何強化雙邊國會關係。
2023年12月，外交部政務次長李淳轉任駐歐盟兼駐比利時代表，總統府任命駐英國代表謝武樵再次擔任政務次長。